# Amberg (Morsbach)
Amberg ist ein Ortsteil von Morsbach im Oberbergischen Kreis im südlichen Nordrhein-Westfalen innerhalb des Regierungsbezirks Köln.

## Lage und Beschreibung
In ländlicher, waldreicher Umgebung liegt Amberg am südlichsten Zipfel des Oberbergischen Kreises. Die Städte Gummersbach (38 km), Siegen (50 km), sowie Köln (75 km) sind rasch zu erreichen.
Benachbarte Amberger Ortsteile sind Wittershagen im Südosten, Stockshöhe im Süden und Alzen im Südwesten.

## Geschichte
Nach 1860 wurde der Ort das erste Mal urkundlich erwähnt. Die Schreibweise der Erstnennung war Am Berg.